# Lidar
Lidar (akronim od engl. Light Detection and Ranging: svjetlosno zamjećivanje i klasifikacija) je optički mjerni instrument koji odašilje laserske zrake koje se odbijaju od vrlo sitnih čestica raspršenih u Zemljinoj atmosferi (aerosola, oblačnih kapljica i drugo) i potom registriraju u optičkom prijamniku (obično teleskopu). Ima široku primjenu u mjernim instrumentima za mjerenje podnice i unutarnje strukture oblaka, otkrivanje turbulencije u bezoblačnome zraku, u istraživanju mikrofizike oblaka te onečišćenja zraka. Dopplerovski lidar mjeri brzinu čestica oblaka ili aerosola. Drugi naziv za lidar je optički radar (eng. light radar) i laserski radar.

## Primjena

### Prostorno lasersko skeniranje
Opisivanje trodimenzionalnih svojstava stvarnih objekata u našem okruženju i njihova pohrana u digitalnom obliku su postali stvarnost u mnogim područjima ljudske djelatnosti i to je postalo područje primjene fotogrametrije. Posljednjih dvadesetak godina se sve više koristi tehnologija prostornog laserskog skeniranja, a osnovni mjerni instrument je lidar. Radi velike učestalosti mjerenja i do 200 kHz, u kratkom je vremenu moguće detaljno izmjeriti oblik površine terena i objekata na njoj. Lidar je u tom slučaju potpuno automatiziran, aktivan, optičko - mehanički postupak prikupljanja prostornih podataka dostupnih sa stvarnih snimališta. Tehnologija prostornog laserskog skeniranja se dijeli na:
- lasersko skeniranje iz zraka (eng. Airborne Laser Scanning - ALS) i
- lasersko skeniranje sa zemlje (eng. Terrestial Laser Scanning - TLS).

Ali lidar se ne koristi samo za prostorno skeniranje, već i za praćenje fizikalnih procesa u atmosferi jer omogućuje vrlo precizno mjerenje brzine, smjera kretanja i gustoću čestica u atmosferi. Ova se tehnologija obilježava kraticom DIAL (eng. Differential Absorption Lidar). Područje koje je predmet izmjere se nadlijeće zrakoplovom koji s donje strane nosi lidar. Udaljenost od davača (senzora) do mjerene točke određuje se na osnovu mjerenja vremena koje je potrebno da laserski signal stigne do objekta i odbije se natrag.

### Mjerenje udaljenosti do Mjeseca
Prosječna je udaljenost Zemlje od Mjeseca 384 401 kilometara, što je najprije bilo točno izmjereno metodom dnevne paralakse, zatim radarom i lidarom. Metodama nebeske mehanike obrađuje se Mjesečevo gibanje u složenom gravitacijskom polju Sunca, Zemlje i planeta. Za razdoblje od 1750. do 2125. izračunano je da je Mjesec najbliže Zemlji, 356 375 km, bio 4. siječnja 1912., a da će najdalje od Zemlje, 406 720 km, biti 3. veljače 2125. Mjerenjem udaljenosti laserom (lidarom), zraka kojega se odbija od zrcala što su ga na Mjesecu postavili astronauti Apolla 11, ustanovljeno je da se Mjesec prosječno godišnje udaljava od Zemlje 3.8 cm. Na temelju toga opažanja postavljena je hipoteza da je Mjesec nastao sudarom Zemlje s planetoidom veličine Marsa prije više milijardi godina, te da će se, iako gravitacijski vezan za Zemlju, i dalje udaljavati. Takav postanak Mjeseca može objasniti sličnost njegova geološkog sastava sa sastavom Zemlje.

### Uporaba u arheologiji
Danas se ovaj uređaj sve više koristi i za otkrivanje arheoloških nalazišta. Može se koristiti kako na tlu za snimanje arhitektonskih objekata tako i za snimanje većih područja iz zraka, postavljen na zrakoplov, helikopter ili dron.